# Дестелберген
Дестелберген (нидерл. Destelbergen) — фламандская коммуна в Бельгии, расположена во Фламандском регионе (провинция Восточная Фландрия); в 42 км к северо-западу от Брюсселя. Население — 17 636 чел. (1 января 2011). Площадь — 26,56 км2.
Территория коммуны была заселена ещё в эпоху мезолита, о чём свидетельствуют археологические находки. Современное название происходит от старого Тесле (Thesle).

## Достопримечательности
Традиционно Мальпертюи/Малепартус (фр. и нидерл. Malpertuis, нем. Malepartus, в переводе — Врата Ада или Разбойничья нора) — логово Рейнеке-лиса, помещают в здание XII века в Дестелбергене, выстроенное Зигером III, кастеляном графского замка.